# Propriozeptive neuromuskuläre Fazilitation
Die propriozeptive neuromuskuläre Fazilitation (PNF) ist eine dreidimensionale physiotherapeutische/ergotherapeutische und logopädische Behandlungsmethode, die bei Patienten aller medizinischen Fachbereiche Anwendung findet, bei denen das Bewegungsverhalten durch eine Erkrankung, Verletzung, Operation oder Degeneration gestört ist.
Der aktuelle Medizin-Duden verweist bei Stichwort propriozeptive neuromuskuläre Fazilitation auf das Synonym Kabatmethode; das ist eine „auf neurophysiologischen Erkenntnissen beruhende krankengymnastische Technik.“ Analog verweist das Wörterbuch der Medizin auf die Kabat-Behandlung; das ist eine „Krankengymnastik mit spezifischer Stimulierung der Propriozeptoren zur komplexen Aktivierung paretischer Muskelketten (Komplexbewegung).“

## Falschschreibung
Oft liest und hört man: Propriozeptive neuromuskuläre Faszilitation. Das ist eine Falschschreibung, hat nichts mit Faszie oder Faszikulation zu tun. Auch der Verlag Springer Fachmedien schrieb „Propriozeptive Neuromuskuläre Faszilitation – Gezielter Widerstand führt Motorik“. Ebenso bietet die Universitätsmedizin Mannheim eine propriozeptive neuromuskuläre Faszilitation an.
Ebenso widerspricht die häufig anzutreffende Großschreibung der beiden Adjektive den geltenden Rechtschreibregeln.

## Physiologie
Unter einer Fazilitation versteht man in der Physiologie die Reflexbahnung durch die Summation von Einzelreizen. In der Neurologie gilt die Fazilitation (Synonym: Bahnung) als Begriff für die Einflüsse, die am postsynaptischen Neuron zeitlich begrenzt die Impulsbildung begünstigen.
Unter Propriorezeptoren oder kurz Propriozeptoren versteht man die der Koordination der Muskelarbeit dienenden Mechanorezeptoren, die als sensible Endorgane auf den Zustand oder auf Zustandsänderungen des Bewegungsapparates ansprechen, insbesondere die Muskelspindeln und Sehnenspindeln sowie entsprechende Rezeptoren in den Gelenkkapseln, in der Knochenhaut und in den Faszien.
Propriozeption ist die Tiefensensibilität und damit die Wahrnehmung der Stellung und der Bewegung des Körpers im Raum (Kinästhesie). Spezifische Sensoren (Propriosensoren) registrieren Informationen über Muskelspannung (Golgi-Apparat), Muskellänge (Muskelspindel) und Gelenkstellung beziehungsweise Gelenkbewegung. Die Informationen werden über Mechanorezeptoren unter anderen in Muskeln, Gelenken, Sehnen und Haut sowie in Sensoren des Vestibularisapparates gesammelt und im Zentralnervensystem verarbeitet.

## Definition
Die propriozeptive neuromuskuläre Fazilitation nutzt sowohl Exterozeptoren (Sensoren, die Reize verarbeiten, die von außen auf den Körper treffen), Telerezeptoren (Augen und Ohren) und vor allem Propriozeptoren, um natürliche, physiologische Bewegung anzubahnen. Propriozeptoren sind Muskel-, Gelenk- und Sehnenrezeptoren, die Informationen über die Haltung und Bewegung des Körpers an das zentrale Nervensystem weiterleiten. Ziel der PNF-Physiotherapie ist es, durch verstärkte Stimulation der Sensoren das neuromuskuläre Zusammenspiel, also das Zusammenspiel zwischen Nerven und Muskeln, zu fördern und damit physiologische Bewegungsmuster zu erleichtern (Fazilitation; lateinisch facilitas = Erleichterung, facilis = leicht, bequem), die im Zentralnervensystem abgespeichert sind.
In der praktischen Anwendung führt der Therapeut mit dem Patienten ein dreidimensionales, physiologisches Bewegungsmuster an einem Körperabschnitt, der weitestgehend gesund ist, gegen einen angepassten Widerstand aus. Dieses gesunde Bewegungsmuster wird vom Zentralnervensystem als ein Teil eines komplexen Bewegungsmusters (Gesamtbewegungsmuster) wie zum Beispiel einer Phase des Gangablaufs erkannt. Daraufhin sendet das Zentralnervensystem die entsprechenden Informationen für die Muskelaktivität an alle anderen Körperabschnitte. Dieses Überfließen der Aktivität in andere Körperabschnitte wird Irradiation genannt. Man spricht auch von einer gezielten, gangtypischen Irradiation, da die Gesamtbewegungsmuster des Gehens nach der sensomotorischen Entwicklung als Kind im Zentralnervensystem abgespeichert werden.

## Geschichte
Die propriozeptive neuromuskuläre Fazilitation wurde in den Jahren von 1946 bis 1951 vom Neurophysiologen Herman Kabat (1913–1995) und der Physiotherapeutin Margaret Knott (1913–1978) in Vallejo (Kalifornien, USA) entwickelt. Kabat und Knott wirkten am Kabat-Kaiser-Institut, welches später in Kaiser Foundation Rehabilitation Center umbenannt wurde. Henry Kaiser, dessen Sohn an multipler Sklerose litt, finanzierte dieses Institut, zuerst in Washington, D.C. und später in Vallejo.
Die Methode beansprucht für sich, auf den von Charles Scott Sherrington (1857–1952), Frances Anna Hellebrandt (1901–1992) und anderen entdeckten Grundprinzipien der Neurophysiologie aufzubauen, ist aber pragmatisch entwickelt worden und geht weit über wissenschaftlich gesichertes Wissen hinaus. Zunächst wurden mit ihrer Hilfe lediglich Poliomyelitis-Patienten behandelt. Man erkannte aufgrund guter Erfolge jedoch, dass es bei allen Patienten wirkt, bei denen das gesunde Bewegungsverhalten gestört ist.
Da die Optimierung und Ökonomisierung des Bewegungsverhaltens eine zentrale Aufgabe für Physiotherapeuten darstellen, wird PNF inzwischen in allen medizinischen Fachbereichen angewendet. In Deutschland wurde die PNF in den 1980er und 1990er Jahren vor allem von der PNF-Instruktorin Liselotte Ozarcuk weiterentwickelt, die ihre Kenntnisse noch direkt bei Maggie Knott erworben hat. Liselotte Ozarcuk hat die Bewegungsmuster und die Behandlungstechniken so ausdifferenziert, dass eine gezielte Irradiation gangtypischer Bewegungsmuster ermöglicht wurde.

## Die Methode
Die propriozeptive neuromuskuläre Fazilitation ist ein physiotherapeutisches/ergotherapeutisches Analyse- und Behandlungskonzept. Man kann das Bewegungsverhalten eines Patienten im Vergleich mit physiologischer Bewegung analysieren, dann gemeinsam mit dem Patienten Ziele für eine Verbesserung des Bewegungsverhaltens setzen und daraufhin die Behandlung planen. Die PNF hat das Ziel, pathologisch veränderte Bewegungsabläufe wieder zu physiologischen (gesunden) Bewegungsabläufen zurückzuführen. Sie nutzt die Tatsache, dass die physiologischen Bewegungsmuster der Körperabschnitte und die Gesamtbewegungsmuster (Musterkombinationen im Gehen) im zentralen Nervensystem abgespeichert sind.
Alle Bewegungsmuster zeichnen sich durch eine festgelegte Dreidimensionalität aus. Bei den Bewegungsmustern der Arme und Beine ist in physiologischen Mustern immer auch eine beugende oder streckende Komponente des Ellbogens bzw. des Kniegelenks dabei.
In der praktischen Anwendung wählt man einen sich möglichst physiologisch bewegenden Körperabschnitt aus und führt mit genau festgelegten taktilen Reizen ein physiologisches Bewegungsmuster aus, indem man den Patienten aus der korrekten Vordehnung des Musters gegen einen angepassten dreidimensionalen Widerstand bis in die Endstellung des Musters bewegen lässt. Während der Durchführung werden Berührungs-, Druck-, Muskeldehnungs-, Sehnenspannungs- und Lagesinnrezeptoren gezielt gereizt.
Des Weiteren achtet man auf eine physiologische Muskelaktionsfolge des behandelten Körperabschnitts.
Die summierten Reize des Bewegungsmusters werden über das periphere Nervensystem zum zentralen Nervensystem (ZNS) geleitet. Dort wird ein einzelnes Bewegungsmuster als ein Teil eines Gesamtbewegungsmusters erkannt, woraufhin das ZNS die entsprechenden Aufträge für eine muskuläre Aktivität in alle anderen am Gesamtbewegungsmuster beteiligten Körperabschnitte sendet.
Es kommt zur physiologischen Irradiation in die Körperabschnitte, die vorher von der Bewegungsstörung betroffen waren. Physiologische Bewegung wird fazilitiert (angebahnt). Sobald die gesunden Reaktionen in geringem Ausmaß sichtbar sind, wird direkt an dem betroffenen Körperabschnitt mit PNF-Bewegungsmustern und Behandlungstechniken gearbeitet.
Die Behandlung findet befundorientiert in Ausgangsstellungen statt, die in der sensomotorischen Entwicklung des Patienten vorkommen. Diese sind Rückenlage, Seitlage, Bauchlage, Vierfüßlerstand, Sitz, Stand, Bärenstand usw.

## Behandlungsziele
- Muskelspannung normalisieren (z. B. Spastizität herabsetzen oder schwache bzw. gelähmte Muskeln aktivieren) = fazilieren
- Fördern der motorischen Kontrolle
- Fördern der Mobilität
- Fördern der dynamischen Stabilität, Ausdauer, Kraft
- Fördern der Geschicklichkeit, Koordination
- Wiederherstellung gesunden Bewegungsverhaltens